# Antiche unità di misura del circondario di Palermo

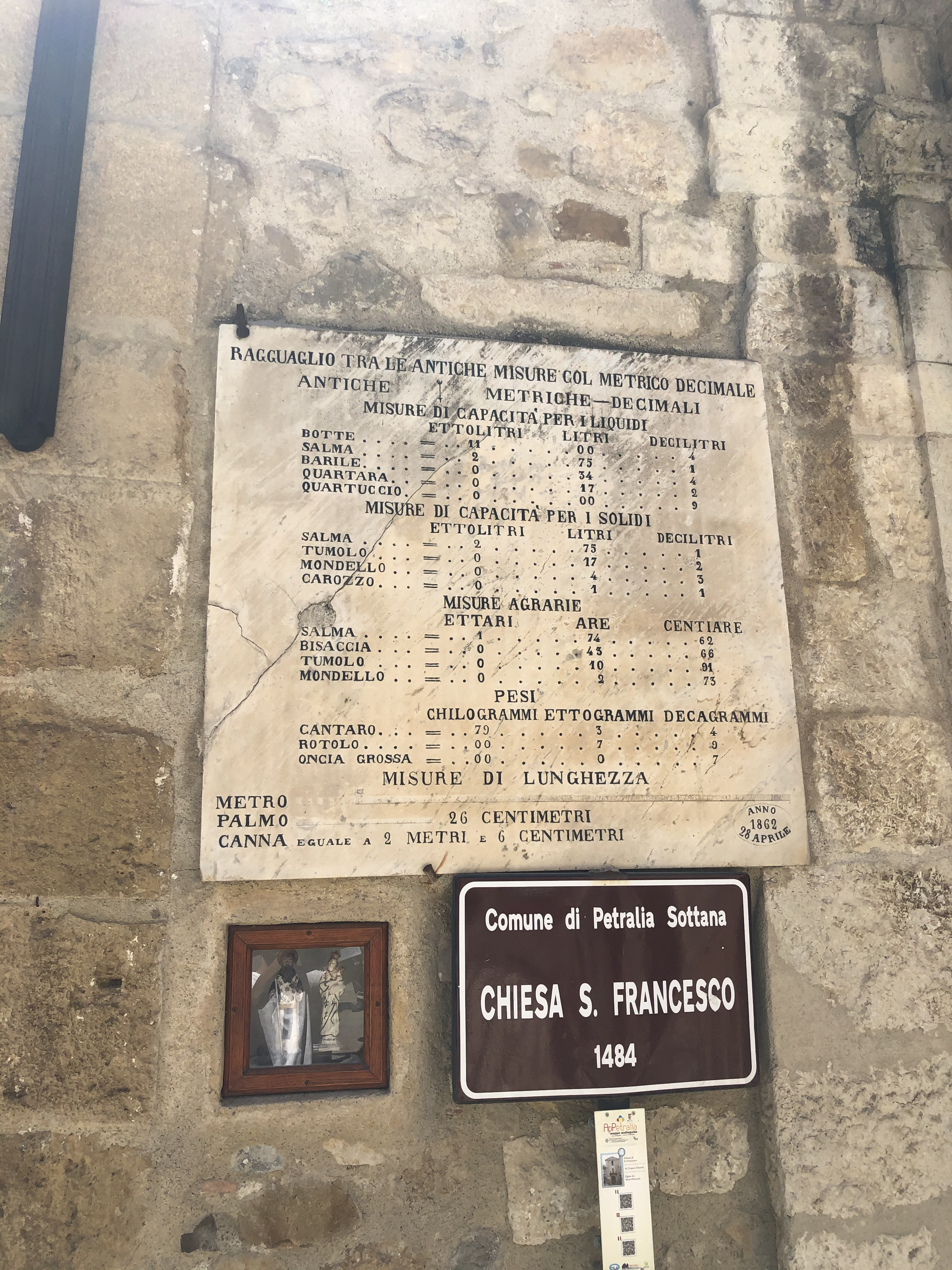
Tabella di conversione a Petralia Sottana

Sono qui riportate le conversioni tra le antiche unità di misura in uso nel circondario di Palermo e il sistema metrico decimale, così come stabilite ufficialmente nel 1877; non si riportano le unità di misura e di peso stabilite con la riforma del 1809, rese uniformi nell'intero Regno di Sicilia.
Nonostante l'apparente precisione nelle tavole, in molti casi è necessario considerare che i campioni utilizzati erano di fattura approssimativa o discordanti tra loro.

## Misure di lunghezza
Nel 1877 sono indicate in uso solo le unità ufficiali del 1809.

## Misure di superficie
Nel 1877, oltre alle unità ufficiali del 1809, sono indicate in uso alcune misure abusive.
| Comuni         | Denominazione         | Valore   | Unità |
| -------------- | --------------------- | -------- | ----- |
| Tutti i comuni | Salma di consuetudine | 22310,91 | m²    |
| Tutti i comuni | Tomolo                | 1394,43  | m²    |

La salma di consuetudine è di 16 tomoli, ciascuno dei quali ha per lato la corda di canne 18 e palmi 2 aboliti di Palermo, il tomolo è di 4 mondelli, il mondello di 4 carozzi, il carozzo di 4 quarti, ed il quarto di 4 quartigli.

## Misure di volume
Nel 1877 sono indicate in uso solo le unità ufficiali del 1809.

## Misure di capacità per gli aridi
Nel 1877, oltre alle unità ufficiali del 1809, sono indicate in uso alcune misure abusive.
| Comuni | Denominazione                          | Valore   | Unità |
| --- | -------------------------------------- | -------- | ----- |
| Palermo, Belmonte, Borgetto, Capaci, Carini, Casteldaccia, Cinisi, Ficarazzi, Giardinello, Misilmeri, Monreale, S. Maria di Ogliastro, Marineo, Torretta, Parco, Partinico, Piana de' Greci, S. Giuseppe, S. Cristina, Ustica, Terrasini, Villabate, Sancipirrello | Salma per orzi, legumi e frutte secche | 343,8611 | L     |
| Palermo | Salma per carbone e gesso              | 275,0888 | L     |
| Palermo | Salma per seme di lino                 | 309,4750 | L     |
| Palermo | Carrozzata per calce                   | 412,6333 | L     |
| Palermo | Salma per sale                         | 618,9499 | L     |
| Borgetto, Giardinello, S. Giuseppe, Torretta, Sancipirrello, Partinico | Salma per legumi                       | 412,6333 | L     |
| Ustica | Salma per orzi e legumi                | 309,4750 | L     |

La salma per gli orzi usata in Palermo ed in molti comuni del circondario è di 20 tomoli.
La salma di carbone di Palermo è di 16 tomoli, quella per seme di lino di 18 tomoli, quella per sale di 36 tomoli.
La carozzata per calce di Palermo è di 24 tomoli.
La salma di Borgetto, Giardinello, S. Giuseppe, Torretta, Sancipirrello e Partinico per legumi è pure di 24 tomoli.
La salma per orzi e legumi di Ustica è di 18 tomoli.

## Misure di capacità per i liquidi
Nel 1877, oltre alle unità ufficiali del 1809, sono indicate in uso alcune misure abusive.
| Comuni                                                      | Denominazione  | Valore    | Unità |
| ----------------------------------------------------------- | -------------- | --------- | ----- |
| Tutti i comuni                                              | Botte da vino  | 412,6333  | L     |
| Bagheria, Casteldaccia, Balestrate, Sancipirrello, Belmonte | Botte da mosto | 447,0194  | L     |
| Marineo                                                     | Botte da mosto | 440,1422  | L     |
| Piana de' Greci                                             | Ventina        | 17,193053 | L     |

| Comuni | Denominazione                    | Valore    | Unità |
| --- | -------------------------------- | --------- | ----- |
| Palermo, Borgetto, Cinisi, Monreale, Montelepre, San Giuseppe, Terrasini | Cafiso di rotoli 20 = 15,868 kg  | 17,193053 | L     |
| Bagheria, Balestrate, Casteldaccia, Cinisi, Ficarazzi, Misilmeri, S. Maria di Ogliastro, Parco, Marineo, Partinico, Piana de' Greci, Sancipirrello, S. Giuseppe, Santa Cristina, Sòlanto, Torretta, Villabate | Cafiso di rotoli 10 = 7,934 kg   | 8,596527  | L     |
| Capaci, Cinisi, Ustica, Belmonte, Isola delle Femine | Cafiso di rotoli 12,5 = 9,918 kg | 10,745658 | L     |
| Carini, Cinisi, Giardinello | Cafiso di rotoli 25 = 19,836 kg  | 21,491316 | L     |

Neil'uso comune il barile si valuta a 40 quartucci legali, e 12 barili fanno la botte di consuetudine in tutto il circondario.
La botte da mosto di Bagheria, Balestrate, Belmonte, Casteldaccia e Sancipirrello si divide in 13 barili legali.
La botte da mosto di Marineo si divide in 32 quartare e la quartara in 16 quartucci legali.
La ventina di Piana de' Greci si divide in 20 quartucci legali.

## Pesi
Nel 1877, oltre alle unità ufficiali del 1809, sono indicate in uso alcune misure abusive.
| Comuni         | Denominazione            | Valore    | Unità |
| -------------- | ------------------------ | --------- | ----- |
| Tutti i comuni | Rotolo                   | 793,420   | g     |
| Tutti i comuni | Libbra                   | 317,368   | g     |
| Tutti i comuni | Oncia grossa             | 66,118333 | g     |
| Tutti i comuni | Trappeso per gli orefici | 0,881578  | g     |

Il rotolo legale si divide in 30 once alla sottile.
La libbra si divide in 12 once alla sottile, l'oncia in 4 quarte, la quarta in 2 dramme, la dramma in 3 scrupoli, lo scrupolo in 20 cocci, il coccio in 8 ottavi.
Cento rotoli fanno il cantaro.
Nella consuetudine locale il rotolo si divide in 12 once alla grossa, l'oncia in 4 quarte alla grossa.
La libbra legale si usa egualmente dai farmacisti e dagli orefici. Questi ultimi la dividono in 12 once, l'oncia in 30 trappesi, il trappeso in 16 cocci o denari.

## Territorio
Nel 1874 nel circondario di Palermo erano presenti 28 comuni divisi in 14 mandamenti.
- Bagheria • Bagheria, Casteldaccia, Ficarazzi, Solanto
- Carini • Capaci, Carini, Cinisi, Isola delle Femmine, Terrasini, Torretta
- Marineo • Marineo
- Misilmeri • Belmonte Mezzagno, Misilmeri, Santa Maria d'Ogliastro
- Monreale • Monreale, Parco
- Palermo I • Quartiere Palazzo Reale
- Palermo II • Quartiere Tribunali
- Palermo III • Quartiere Castello a Mare
- Palermo IV • Quartiere Monte di Pietà
- Palermo V • Quartiere Castel del Molo
- Palermo VI • Quartiere Orto Botanico
- Partinico • Balestrate, Borgetto, Giardinello, Montelepre, Partinico
- Piana dei Greci • Piana dei Greci, San Cipirello, San Giuseppe Jato, Santa Cristina Gela
- Ustica • Ustica